# Herbert Pililaau
Herbert K. Pililaau (Oahu, 10 ottobre 1928 – Corea, 17 settembre 1951) è stato un militare statunitense che combatté durante la "guerra di Corea", dove ricevette la Medal of Honor.
Nacque nel 1928 nell'isola di O'hau, nelle Hawaii. Nel 1951 fu chiamato alla leva e, al termine dell'addestramento fu assegnato alla 2ª Divisione di Fanteria dello US Army con la specialità di fuciliere BAR e inviato in Corea.
Nello stesso anno, ad agosto, morì durante il conflitto.

## Battaglia di Heartbreak Ridge, morte e Medal of Honor
La divisione fu inviata in Corea, insieme ad altre grandi unità USA, nell'ambito del Corpo di Spedizione della Nazioni Unite, di cui fece parte anche l'Italia con l'Ospedale da Campo n.ro 68.
Nel corso dei combattimenti i 3 reggimenti della divisione furono inviati in un'area, poi divenuta conosciuta come Heartbreak Ridge: Cresta Spezzacuore, per l'alto numero di caduti nel tentativo di conquistarla, da cui appunto battaglia di Heartbreak Ridge, per cercare di conquistarla. 
Ogni tentativo però risultò vano, i Cino-coreani infatti avevano impiantato un circuito di bunker che formava una linea di fatto inattaccabile. 
Nel corso di questi assalti e combattimenti, ad un certo punto, tutti i 3 reggimenti si trovarono a corto di munizioni e di uomini, tra caduti e feriti, e senza rinforzi, tanto che fu ordinata la ritirata. Era necessario però che fosse coperta per prevenire assalti nemici, che puntualmente furono portati molto violenti e in massa dai nordcoreani.
Il soldato Pililaau, nel frattempo promosso a Soldato Scelto, si offrì volontario per coprire il proprio reparto durante la ritirata. Si spostò con il proprio BAR in posizione favorevole per avere piena visuale del nemico. Appena vide i primi militari nemici non esitò a far fuoco, e non smise svuotando caricatori su caricatori, fino a che rimase senza munizioni, non esitò allora a utilizzare le bombe a mano, finite anche quelle usò il mitragliatore come una clava e il pugnale da combattimento. 
Combatté con tale foga che i nemici ebbero difficoltà a colpirlo, fu trafitto da una baionetta che lo passò da parte a parte uccidendolo.
Lo scopo fu però raggiunto poiché alla fine i coreani tornarono alle proprie posizioni.
La mattina seguente i commilitoni di Pililaau tornarono nell'area e lo trovarono disteso, morto, con accanto il proprio BAR e circondato da una quarantina di soldati nemici, da lui uccisi, molti dei quali con le sole mani.
Per questa azione, il coraggio e l'abnegazione dimostrati, gli fu conferita la Medal of Honor postuma.

## Motivazione della Medal of Honor
La motivazione ufficiale della Medal of Honor a Pililaau cita:
Pfc. Pililaau, membro della Compagnia C, si è distinto per l'elevata abnegazione e il coraggio sopra e oltre il dovere in azione contro il nemico. Il nemico inviò ondate su ondate di soldati fanatici contro il suo plotone che teneva una posizione chiave nell'area di "Heartbreak Ridge." Difendendo arditamente la propria posizione, l'unità respinse ogni attacco finché senza munizioni e praticamente esausta fu comandata di ritirarsi su una nuova posizione. Volontariamente rimanendo indietro per coprire la ritirata, il Pfc. Pililaau sparò la propria arma automatica contro i ranghi degli assalitori, lanciò tutte le granate e, rimasto senza munizioni, si lanciò in combattimento corpo a corpo, lottando coraggiosamente con il proprio coltello da guerra e scagliando pugni finché non fu definitivamente sopraffatto e ferito mortalmente. Quando la posizione fu ricatturata, oltre 40 nemici furono trovati morti nell'area che aveva coraggiosamente difeso. La sua eroica devozione al servizio, lo spirito combattivo indomabile, e il sacrificio valoroso riflettono il più alto credito su di lui, la fanteria e lo US Army.